# Rio Quente Resorts Tennis Classic de 2013
A Rio Quente Resorts Tennis Classic de 2013 foi um torneio profissional de tênis jogado em quadras duras. Foi a segunda edição do torneio, que era parte do ATP Challenger Tour de 2013. Ela ocorreu em Rio Quente, Goiás, Brasil, entre 6 e 12 de maio de 2013.

## Entradas na chave principal de simples

### Cabeças de chave
| País | Jogador           | Rank1 | N° |
| ---- | ----------------- | ----- | -- |
| USA  | Rajeev Ram        | 111   | 1  |
| ARG  | Guido Andreozzi   | 161   | 2  |
| BRA  | Guilherme Clezar  | 179   | 3  |
| BRA  | Thiago Alves      | 189   | 4  |
| AUS  | James Duckworth   | 213   | 5  |
| BRA  | Leonardo Kirche   | 239   | 6  |
| BRA  | Marcelo Demoliner | 252   | 7  |
| BRA  | Fabiano de Paula  | 255   | 8  |

- 1 Rankings de 29 de Abril de 2013.

### Outras entradas
Os seguintes jogadores receberam wildcards para entrar na chave principal:
- Tiago Fernandes
- Wilson Leite
- Bruno Sant'anna
- Nicolas Santos

Os seguintes jogadores entraram pelo qualifying:
- Ariel Behar
- Diego Matos
- Carlos Eduardo Severino
- Marcelo Tebet Filho

## Entradas na chave principal de duplas

### Cabeças de chave
| País | Jogador          | País | Jogador           | Rank1 | Nº |
| ---- | ---------------- | ---- | ----------------- | ----- | -- |
| BRA  | Fabiano de Paula | BRA  | Marcelo Demoliner | 252   | 1  |
| BRA  | André Ghem       | BRA  | Fabrício Neis     | 416   | 2  |
| BRA  | Guilherme Clezar | BRA  | Diego Matos       | 521   | 3  |
| URU  | Ariel Behar      | ARG  | Guillermo Durán   | 589   | 4  |

- 1 Rankings de 29 de Abril de 2013.

### Outras entradas
Os seguintes jogadores receberam wildcards para entrar na chave principal:
- Charles Costa /  Marcos Vinicius Dias
- Eduardo Dischinger /  Tiago Fernandes
- Rodrigo Perri /  Fritz Wolmarans

## Campeões

### Simples
- Rajeev Ram der.  André Ghem, 4–6, 6–4, 6–3

### Duplas
- Fabiano de Paula /  Marcelo Demoliner der.  Ricardo Hocevar /  Leonardo Kirche, 6–3, 6–4

## Ligações Externas
- Site Oficial